# Mitella (plant)
Mitella is een geslacht van zaadplanten, behorend tot de steenbreekfamilie (Saxifragaceae). Het geslacht heeft een disjunct verspreidingsgebied en de soorten komen voor in de gematigde en arctische gebieden in Azië (vooral Japan, maar ook China, Korea, Taiwan, Mongolië) en in Noord-Amerika.

## Beschrijving
Het zijn vaste (overblijvende en kruidachtige) planten die groeien vanuit een wortelstok. Ze hebben brede, omgekeerd hartvormige bladeren bij de basis, en bloemen met vijf kroonbladen in een lange tros. Ze bereiken afhankelijk van de soort een hoogte van 2 tot 65 cm.

## Etymologie
De geslachtsnaam is afkomstig van het Latijn, en betekent 'kleine mijter'.

## Soorten
Tot de soorten in dit geslacht behoren:
- Mitella acerina
- Mitella breweri
- Mitella caulescens
- Mitella diphylla
- Mitella diversifolia
- Mitella doiana
- Mitella formosana
- Mitella furusei
- Mitella inami
- Mitella integripetala
- Mitella intermedia
- Mitella japonica
- Mitella kiusiana
- Mitella koshiensis
- Mitella nuda
- Mitella ovalis
- Mitella pauciflora
- Mitella pentandra
- Mitella prostrata
- Mitella stauropetala
- Mitella stylosa
- Mitella trifida
- Mitella yoshinagae